# Ранат тум лек
Ранат тум лек е музикален перкусионен инструмент от групата на пластинковите инструменти. Представлява вид металофон с тайландски произход. Състои се от метални пластини, разположени върху правоъгълен дървен резонатор.
Звукоизвличането става посредством удари по пластините с бамбукови палки.
Ранат ек лек e по-малката разновидност на инструмента.